# Castillo de Gayá
El Castillo de Gayá es un antiguo castillo medieval del que solamente quedan vestigios, junto con restos arqueológicos tanto medievales como anteriores, situado en Cerro de santa Ágata de Gayá en la comarca del Bages, (provincia de Barcelona) y que está protegido como Bien Cultural de Interés Nacional.

## Descripción
Quedan vestigios de las murallas de este castillo medieval bastante bien documentado. Se conservan los cimientos que debían formar las cinco grandes murallas de defensa de esta fortaleza castellera, formados por piedras de extraordinarias proporciones.
En el año 2002 se realizó una campaña de prospecciones en varios municipios del Bages dentro del proyecto "Prospecciones a Monistrol del Bages", con motivo de esclarecer el origen del topónimo Monistrol y verificar si se trata inicialmente de fundaciones o de puntos de vigilancia y defensa de época islámica. Bien documentado durante los siglos X y XI, los restos del castillo de Gaià se encuentran encaramados en el extremo poniente de una extensa sierra, sobre el promontorio que se conoce como Cerro de Santa Ágata, donde se encuentra una ermita moderna que ha sido reedificada recientemente. En todo el cerro se localizan arrasados los muros de las construcciones medievales y los muros perimetrales de la fortificación, en un enclave donde también ha sido identificada la presencia de abundante cerámica de época ibérica.

## Yacimiento arqueológico
Como yacimiento arqueológico, el castillo de Gayá presenta restos no únicos del castillo de la época medieval, sino también muy anteriores. La cronología de este yacimiento, es por un lado, desde la Edad del Hierro-Ibérico hasta la época romana de Augusto (-650 a. C. / 14 d. C.). Por otro lado, la cronología medieval nos sitúa desde la época de la Cataluña vieja sometida a carolingios en la época bajomedieval (800/1492).
Durante la prospección llevada a cabo en 2002 en la zona, se pudo documentar una muestra de cerámica de aproximadamente un centenar de fragmentos que se consideran una muestra representativa de la ocupación del lugar. Así, la población más antigua está representada por casi un tercio de la muestra, entre las que destacan las cerámicas de tradición ibérica y romana, con la presencia de un único fragmento de cerámica campaniense que parece probar que el asiento no perdura más allá los primeros siglos de la conquista romana. La fundación del castillo y el empleo medieval del lugar parece situarse estrictamente entre los siglos X - XII, ya que la cerámica común anterior al siglo X o la vidriada medieval no están documentadas en la muestra observada, mientras que la cerámica espatulada es abundante y predomina la gris convencional. Todo parece indicar que este emplazamiento castrum ha sido reocupado con la conquista condal de finales del siglo IX y que fue abandonado prematuramente en beneficio del lugar donde actualmente está el barrio y la iglesia de Gayá, al pie de la loma, en un promontorio que se sitúa al borde del camino tradicional.

## Historia
El castillo fronterizo lo encontramos documentado en el 936. A partir de 1063 el castillo de Gayá está relacionado directamente con el castillo vecino de Balsareny, ya que, Ramón Berenguer I encomienda a sus hermanos estos dos castillos. En el siglo XIII el castillo de Gayá pertenecía a la familia de Pinós, por concesión real. El 1313 la madre de Galceran de Pinós volvió al rey la potestad sobre una serie de castillos, entre ellos el de Gayá, que volvió de nuevo a la familia a mediados del siglo XIV. En 1379 el rey Pedro vendió la jurisdicción de esta fortaleza a Ferrer Castellet, procurador de la Baronía de Mataplana.